# Алфонсо V Арагонски
Алфонсо V Арагонски Великодушния (на испански: Alfonso V el Magnánimo; * 1396, Медина дел Кампо; † 27 юни 1458, Неапол) е 18-и крал на Арагон и Сицилия от 1416 г., и крал на Неапол под име Алфонс I от 1435 г. Представител е на Династия Трастамара.

## Произход
Син е на краля на Арагон и Сицилия Фернандо I Справедливия и Елеонора д’Албуркерке (1374 – 1435).

## Биография

### Брак
На 12 юни 1415 г. Алфонсо се жени за втората си братовчедка Мария Кастилска (1401 – 1458), дъщеря на крал Енрике III. Церемонията е извършена в Севилската катедрала от антипапа Бенедикт XIII. Като зестра Мария получава обширни земи и различни ценности, а Алфонсо е обявен за инфант на Кастилия.
Семейният живот на Алфонсо се оказва напълно несполучлив. Скандалите в семейството на Алфонсо се оказват нещо обичайно поради противоречията между родителите на Алфонсо и постоянната намеса на братята му в държавните дела, което по-късно създава затруднения на управляващата по-късно като регент Мария.
Здравето на съпругата Мария се оказва крехко, която вероятно страда от пристъпи на епилепсия. Преболедувана шарка оставя инфантата грозна и непривлекателна. Двамата нямат деца. Кратките моменти на семейно щастие се отнасят към първите години на брака им, но през 1423 г. отношенията между двамата вече видимо деградират, особено след като Алфонсо се връща в Неапол.

### Управление
Алфонсо V Арагонски наследява баща си през 1416 г. През 1420 г. започва война с Генуа за превземане на остров Корсика.

#### Неапол
През 1420 г. Алфонсо е осиновен от бездетната неаполитанска кралица Джована II Анжуйска, против която започва война претендента за Неапол от трето поколение Луи III Валоа-Анжуйски. През септември същата година Алфонсо V със своя флот пристига в Неапол и е провъзгласен за син и наследник на Джована и получава традиционната за неаполитанските престолонаследници титла на „херцог на Калабрия“. Войната на Алфонсо V и Джована II против Луи III Анжуйски завършва през 1422 г. с победата на Алфонсо.
Скоро отношенията между Алфонсо и Джована II Анжуйска се развалят. Алфонсо, пренебрегвайки правата на своята приемна майка, се държи като крал на Неапол, живее в двореца на кралицата. Неговата гвардия нееднократно встъпва в разпри с придворните на кралицата. През май 1423 г. Алфонсо с измама залавя Карачоло, фаворит на Джована II, а после се опитва да арестува и самата кралица. Предупредената предварително, Джована II Анжуйска бяга от Неапол в Аверса под защитата на своя кондотиер Франческо I Сфорца. Там с помощта на папа Мартин V тя обявява правата на престолонаследие на Алфонсо за отнети и осиновява вместо него херцог Луи III Валоа-Анжуйски.
Херцогът на Милано Филипо Мария Висконти се присъединява към антиарагонската коалиция. Алфонсо поисква подкрепа от Брачо да Монтоне, който обсажда войските на Джована в Акуила, но трябва да отплава към Арагон, където избухва война между братята му и кралство Кастилия. На път към Барселона Алфонсо разграбва Марсилия, владение на Луи III Валоа-Анжуйски.
В края на 1423 г. генуезката флота под водачеството на Филипо Мария Висконти се движи в Южно Тиренско море, бързо завладявайки Гаета, Прочида, Кастеламаре и Соренто. Неапол, който се владее от брата на Алфонсо, Педро де Арагон, е обсаден през 1424 г. от генуезки кораби и войските на Джована, водени сега от Франческо I Сфорца, син на Муцио Атендоло Сфорца (който среща смъртта си в Акуила). Градът пада през април 1424 г. Педро, след кратка съпротива в Кастел Нуово, бяга в Сицилия през август. Джована II и Луи III отново завладяват кралството, въпреки че истинската сила е в ръцете на Джани Карачоло.
Джована II поддържа за наследник Луи III Валоа-Анжуйски, а след неговата смърт през 1434 г. – неговия брат Рене І Добрия. През февруари на 1435 година самата кралица умира, като всъщност оставя кралството на Рене. Към момента на смъртта на Джована II (2 февруари 1435 г.) Рене Добрият, водещ продължителна борба за Херцогство Лотарингия, се намира в плен. Алфонсо V, възползвайки се от отсъствието на законния наследник, превзема Неапол. Също така папа Евгений IV, феодален суверен на кралство Неапол, не одобрява за крал Алфонсо.
През 1435 г Алфонсо Арагонски, придружен от братята си Хуан и Енрике, към които също се присъединява и Педро се завръщат в неаполитанското кралство, окупират Капуа и обсаждат Гаета. Генуезката флота, която от името на Висконти отива да доставя провизии на обсадените от Гаета е присрещната от арагонският флот в Битка при Понца 1435.
Алфонсо и братята му са победени и пленени от генуезците (Спасява се само Педро. Майка им Елеонора д’Албуркерке умира от скръб, малко след като получава новината за залавянето на трима от нейните синове).
Алфонсо е предаден на Филипо Мария Висконти, от чието име генуезката флота пътува до Гаета като пленник. Когато е приет от херцог Висконти, през октомври същата година, Алфонсо успява да го убеди да го освободи, без да плаща откуп. Арагонецът е признат вече и за крал на Неапол. Този ход струва много скъпо на Филипо Мария, защото Генуа се чувства предадена, въстава чрез Франческо Спинола и отново се провъзгласява за независима република.
Освободен от плен, Рене Добрия пристига в Неапол едва през 1438 г. Войната между кралете-съперници завършва през 1442 г. с победа на Алфонсо V. В същата година папа Евгений IV, върховният суверен на Неапол, признава Алфонсо за крал на тази държава.
През 1442 – 1458 година Алфонсо постоянно живее в Неапол, предпочитайки Италия пред своите наследствени владения. Кралят води разкошен начин на живот, обкръжава се с многочислени фаворитки, убеждава много арагонски и сицилиански велможи да се преселят в Неапол, което придава на двора му невиждан блясък. Алфонсо се прославя като меценат, покровителстващ учени и художници. Годините на неговото царуване оставят спомен като за истински златен век, време на мир, небивал преди, в раздирания от войни Неапол.

#### Посредник за сватбата на крал Фридрих и инфанта Елеонора Португалска
Сватосването на португалската инфанта и германския крал Фридрих, се оказва дълъг процес. Идеята за този брак идва от лелята на Елеонора – бургундската херцогиня Изабела Португалска, сестра на покойния крал Дуарте.
Алфонсо става посредник в преговорите между германския двор и Португалия като вуйчо на инфантата. Именно в Неапол се провеждат и всички преговори около сключването на предбрачния договор. Фридрих и Елеонора на 16 май 1452 г. са венчани от папа Николай V в Рим. Три дни след венчавката съпругът на Елеонора е коронясан за император на Свещената Римска империя. Сватбените тържества се провеждат под егидата на Алфонсо Арагонски в Неапол.

### Смърт
Алфонсо умира на 27 юни 1458 г. в Кастел дел Ово, Неапол, на 62-годишна възраст. Погребан е в манастир Поблет в Испания.
- Гробът в манастир Поблет
- манастир Поблет

## Покровител на изкуството и науката
- Алфонсо V се счита за основател на Барселонския университет.

- През 1431 – 1436 г. той изпраща своя придворен художник Луис Далмау във Фландрия, за да се запознае с фламандската живопис. Луис работи при Ян ван Ейк и се запознава с маслената живописна техника. Впоследствие този факт има решаващо значение за развитието на каталонското изкуство.

- През 1440-те г. поръчва известния ръкопис (сега в Британската библиотека) с текст на „Божествена комедия“ на Данте Алигиери. На 190 страници художниците Приамо дела Куерча и Джовани ди Паоло рисуват 112 миниатюри, като Дела Куерча илюстрира „Чистилище“, а Ди Паоло – „Рай“. Фантастичния свят, създаден от гения на Данте, намира в тези миниатюри прекрасно визуално въплъщение. Художниците съумяват да създадат поразителна, нереална вселена, по която Данте пътешества в компанията на Вергилий или на своята възлюблена Беатриче. Ръкописът няма точна датировка. Примерната дата на неговото създаване е определена по миниатюрата на Джовани ди Паоло, на която е изобразена Флоренция с недостроения купол на катедралата. Доколкото Филипо Брунелески я завършва в 1444 г., създаването на тези миниатюри се отнася към началото на 1440-те години.

- Джовани ди Паоло. Миниатюра към „Божествена комедия“ на Данте.
 1440-те г., Британска библиотека.
* Миниатюра с изображение на изглед от Флоренция. Куполът на Санта Мария дел Фиоре не е готов.
- Буква от ръкописа

- През 1448 г. известният художник Пизанело се премества в Неапол, където постъпва на служба при крал Алфонсо V. Тук художникът остава до 1450 г.

- Портрет на Алфонсо V върху медал от Пизанело

## Наследници
- Наследник на Алфонсо и на неговите наследствени владения – Арагон и Сицилия става неговият брат Хуан II Велики.
- Алфонсо V завещава полученото по пътя на осиновяването и завоювано Неаполитанско кралство на своя извънбрачен син Фернандо I Неаполитански (1423 – 1494).